# Châtelblanc
Châtelblanc – miejscowość i gmina we Francji, w regionie Burgundia-Franche-Comté, w departamencie Doubs.
Według danych na rok 1990 gminę zamieszkiwały 104 osoby, a gęstość zaludnienia wynosiła 5 osób/km² (wśród 1786 gmin Franche-Comté Châtelblanc plasuje się na 639. miejscu pod względem liczby ludności, natomiast pod względem powierzchni na miejscu 105.).